# Brandon (Kanada)
Brandon je druhým největším městem kanadské prérijní provincie Manitoba. Nachází se na jihozápadě provincie na břehu řeky Assiniboine ve vzdálenosti 214 km od hlavního města provincie Winnipegu a 120 km východně od hranice z provincií Saskatchewan. Město bylo založeno v roce 1882.